# Polizeiruf 110: Die Maß ist voll
Die Maß ist voll ist ein Fernsehfilm aus der Krimireihe Polizeiruf 110. Der im Auftrag des Bayerischen Rundfunks unter der Regie von Klaus Krämer produzierte Film wurde am 3. Oktober 2004 erstgesendet. Es ist die 261. Folge innerhalb der Filmreihe Polizeiruf 110 und der elfte Fall für Kriminalhauptkommissar Jürgen Tauber. Für seine Kollegin Kriminalhauptkommissarin Jo Obermaier ist es der achte Fall.

## Handlung
Ein Serienmörder hat es auf Frauen mittleren Alters abgesehen, die als Bedienung im Dirndl arbeiten und in Biergärten Maßkrüge tragen. 
Kommissar Jürgen Tauber ermittelt zunächst allein, da seine Kollegin Jo Obermaier gerade in den Urlaub gefahren ist. Da es durchaus noch weitere Morde geben könnte, wird eine Sonderkommission gebildet. Erste Speicheltests der Angestellten des Biergartens, die mit den DNA-Spuren vom Tatort verglichen werden, laufen ins Leere. Dieses auch auf die Gäste auszuweiten, könnte den Täter verschrecken und die Suche erschweren. Tauber plant seine Kollegin aus dem Urlaub zu holen und als Lockvogel einzusetzen.
Nachdem der Täter erneut zuschlägt, willigt der Kriminalrat ein, Taubers Vorschlag in die Realität umzusetzen. Er muss allerdings Jo Obermaier von dem riskanten Vorhaben überzeugen. Sie hat Bedenken, schließlich hatte es Tauber nicht einmal geschafft, dass Obermaiers Pflanzen ihre Abwesenheit überlebt hatten, wie soll sie sich jetzt sicher fühlen. Dennoch willigt sie am Ende ein und bewirbt sich in einem der Biergärten, in denen bereits die vorigen Opfer bedient hatten. Die Polizei hat für sie in der Nähe eine Wohnung angemietet und mit Videoüberwachung ausgestattet. Beamte sind zur Observierung eingeteilt und gut getarnt. Alles läuft optimal. Außerdem werden zur Identifizierung verdächtiger Biergartenbesucher im Rahmen allgemeiner Verkehrs- und Alkoholkontrollen Namen, Fingerabdrücke und DNA-Spuren gesichert.
Obermaier fällt die kräftezehrende Arbeit als Bedienung nicht leicht. Um ihre Mission nicht zu gefährden, wurde niemand vom Biergartenpersonal informiert, wer sie wirklich ist. Daher wird sie hellhörig, als Andreas, der Sohn der Wirtin, sehr auffällig Kontakt zu ihr sucht. Nach einem Gewitterguss bringt er sie nach Hause und begleitet sie bis in die Wohnung. Dort erfolgt nach kurzer Zeit der Zugriff. Die Überprüfung von Andreas Säbener ist negativ, er wird wieder auf freien Fuß gesetzt. Dafür hatte die Verkehrskontrolle Erfolg und eine Übereinstimmung des DNA-Vergleichs gebracht, die zu Ludwig Ziegelmaier führt. Allerdings wird dieser in seiner Wohnung nicht angetroffen. Tauber und seine Kollegen versuchen krampfhaft, ihn zu finden, lassen dabei jedoch die Überwachung von Obermaier außer Acht.
So kann der Gesuchte unbemerkt bis zu Obermaiers Wohnung gelangen. Unter dem Vorwand, ein Kriminalpolizist zu sein, verschafft er sich Zutritt. Da Obermaier weiß, wer er wirklich ist, reagiert sie gelassen. Sie hofft natürlich auch, dass jeden Moment der Zugriff erfolgt. Da zieht Ziegelmaier eine Pistole und bedroht die Kommissarin, ehe sie zu ihrer versteckten Waffe greifen kann. Sie erkennt jedoch, dass er eine Schreckschusspistole benutzt und outet sich als Polizistin. Daraufhin rennt Ziegelmaier mit der Pistole in der Hand aus der Wohnung und läuft den eintreffenden Polizisten entgegen, die ihn angesichts seiner gezogenen Waffe erschießen.

## Hintergrund
Der Film wurde vom 26. April 2004 bis 28. Mai 2004 in München gedreht.

## Rezeption

### Einschaltquoten
Die Erstausstrahlung von Die Maß ist voll am 3. Oktober 2004 wurde in Deutschland insgesamt von 8,06 Millionen Zuschauern gesehen und erreichte einen Marktanteil von 23,6 Prozent für Das Erste.

### Kritik
„Geschickt hat Regisseur Klaus Krämer immer wieder Spannungsmomente eingewebt, die er mit musikalischen Akzenten noch unterstreicht. Auf Action verzichtet er ganz, was dem Film zeitweise atemlose Spannung verleiht. Die Angst, die Jo Obermaier heimsucht, ist fast greifbar, jedes Geräusch, jeder Schatten wird zur Gefahr. Erhöht wird die Spannung dadurch, dass der Mörder irgendwann auf Obermaier aufmerksam wird und die Kamera seinen beobachtenden Blick übernimmt. Der Zuschauer spürt die Angst des ausgewählten Opfers und ahnt, dass der Täter das genießt.“

Die Kritiker der Fernsehzeitschrift TV Spielfilm vergaben die beste Wertung (Daumen nach oben) und schrieben: „Wir erhöhen das Trink-geld für diesen Krimi!“